# Universitatea Maria Curie-Skłodowska
Universitatea Maria Curie-Skłodowska (pl. Uniwersytet Marii Curie-Skłodowskiej w Lublinie) este o instituție de învățământ superior de stat din Lublin, Polonia.

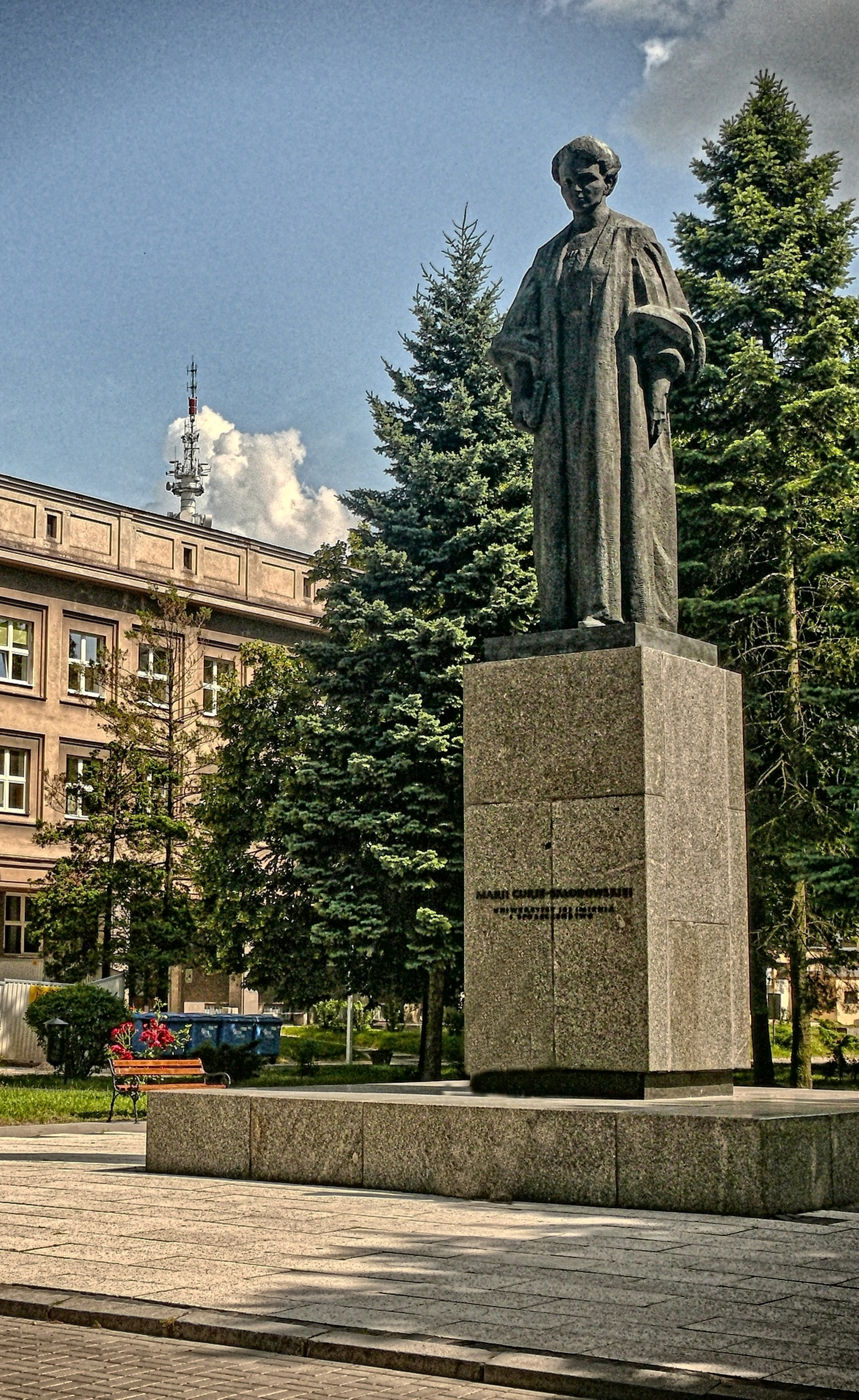
Monumentul patroanei Universității

## Rectori UMCS
1. Henryk Raabe (24 octombrie 1944 – 31 august 1948)
2. Tadeusz Kielanowski (1 septembrie 1948 – 31 decembrie 1949)
3. Bohdan Dobrzański (1 ianuarie 1952 – 31 august 1955)
4. Andrzej Burda (1 septembrie 1955 – 7 mai 1957)
5. Adam Paszewski (8 mai 1957 – 31 august 1959)
6. Grzegorz Leopold Seidler (1 septembrie 1959 – 11 aprilie 1969)
7. Zbigniew Lorkiewicz (1 iulie 1969 – 30 septembrie 1972)
8. Wiesław Skrzydło (1 octombrie 1972 – 31 august 1981)
9. Tadeusz Baszyński (1 septembrie 1981 – 21 mai 1982)
10. Józef Szymański (24 mai 1982 – 31 august 1984)
11. Stanisław Uziak (1 septembrie 1984 – 31 august 1987)
12. Zdzisław Cackowski (1 septembrie 1987 – 30 noiembrie 1990)
13. Eugeniusz Gąsior (1 decembrie 1990 – 14 august 1993)
14. Kazimierz Goebel (24 septembrie 1993 – 31 august 1999)
15. Marian Harasimiuk (1 septembrie 1999 – 31 august 2005)
16. Wiesław Kamiński (1 septembrie 2005 – 31 august 2008)
17. Andrzej Dąbrowski (1 septembrie 2008 – 31 august 2012)
18. Stanisław Michałowski (1 septembrie 2012 – 31 august 2016)

## Facultăți
| Denumirea facultății                                            | Anul înființării      | Pagina facultății                                  |
| --------------------------------------------------------------- | --------------------- | -------------------------------------------------- |
| Facultatea de Arte                                              | 1989/(1997)           | FA                                                 |
| Facultatea de Biologie și Biotehnologie                         | 1944/(1952)/2011      | FBiB Arhivat în 17 iulie 2014, la Wayback Machine. |
| Facultatea de Chimie                                            | 1944/(1989)           | FCh                                                |
| Facultatea de Economie                                          | 1965                  | FE                                                 |
| Facultatea de Filosofie și Sociologie                           | 1990                  | FFiS                                               |
| Facultatea de Științe Umaniste                                  | 1952                  | FU Arhivat în 9 iunie 2016, la Wayback Machine.    |
| Facultatea de Matematică, Fizică și Informatică                 | 1944/1952/1989/(2001) | FMFI                                               |
| Facultatea de Științe ale Pământului și Amenajarea Teritoriului | 1944/(1952)/2011      | FSPiAT                                             |
| Facultatea de Pedagogie și Psihologie                           | 1973                  | FPiP                                               |
| Facultatea de Științe Politice                                  | 1993                  | FP                                                 |
| Facultatea de Drept și Administrație                            | 1949                  | FDA                                                |
| Facultatea Universității din Puławy                             | 2013                  | FUwP                                               |

## Galerie

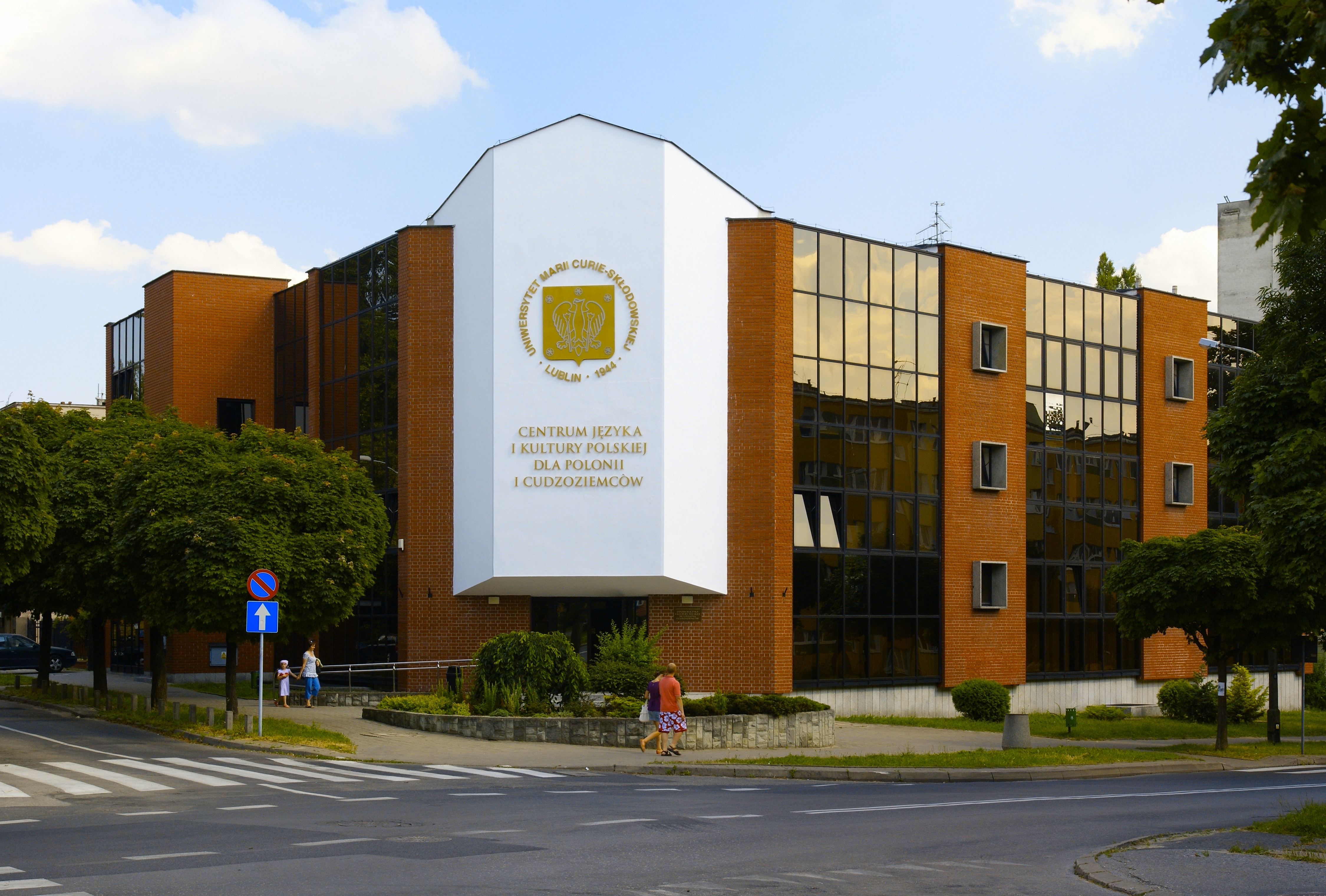
Centrul de Limbă și Cultură Poloneză din cadrul Universității
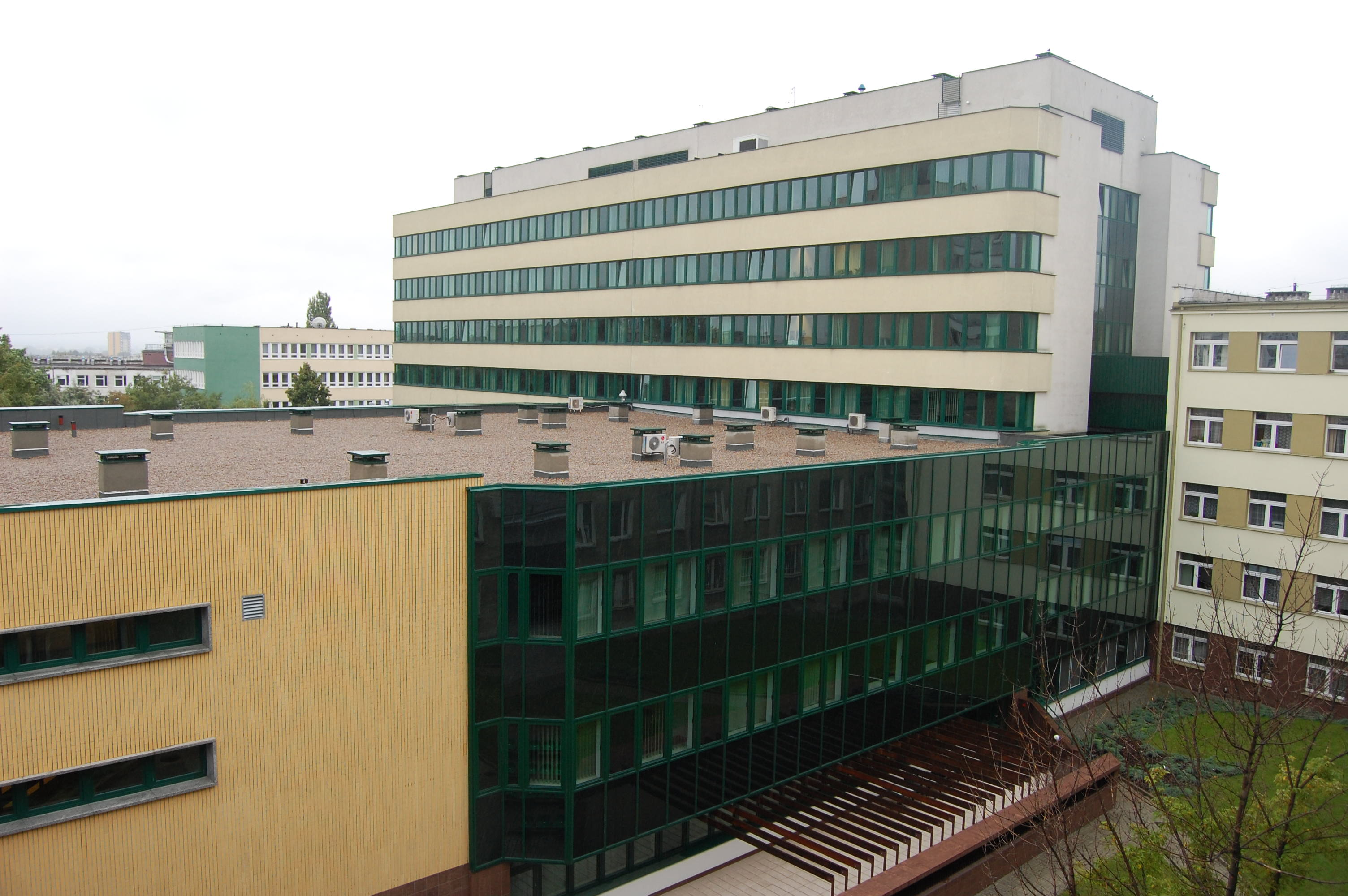
Facultatea de Științe Umaniste
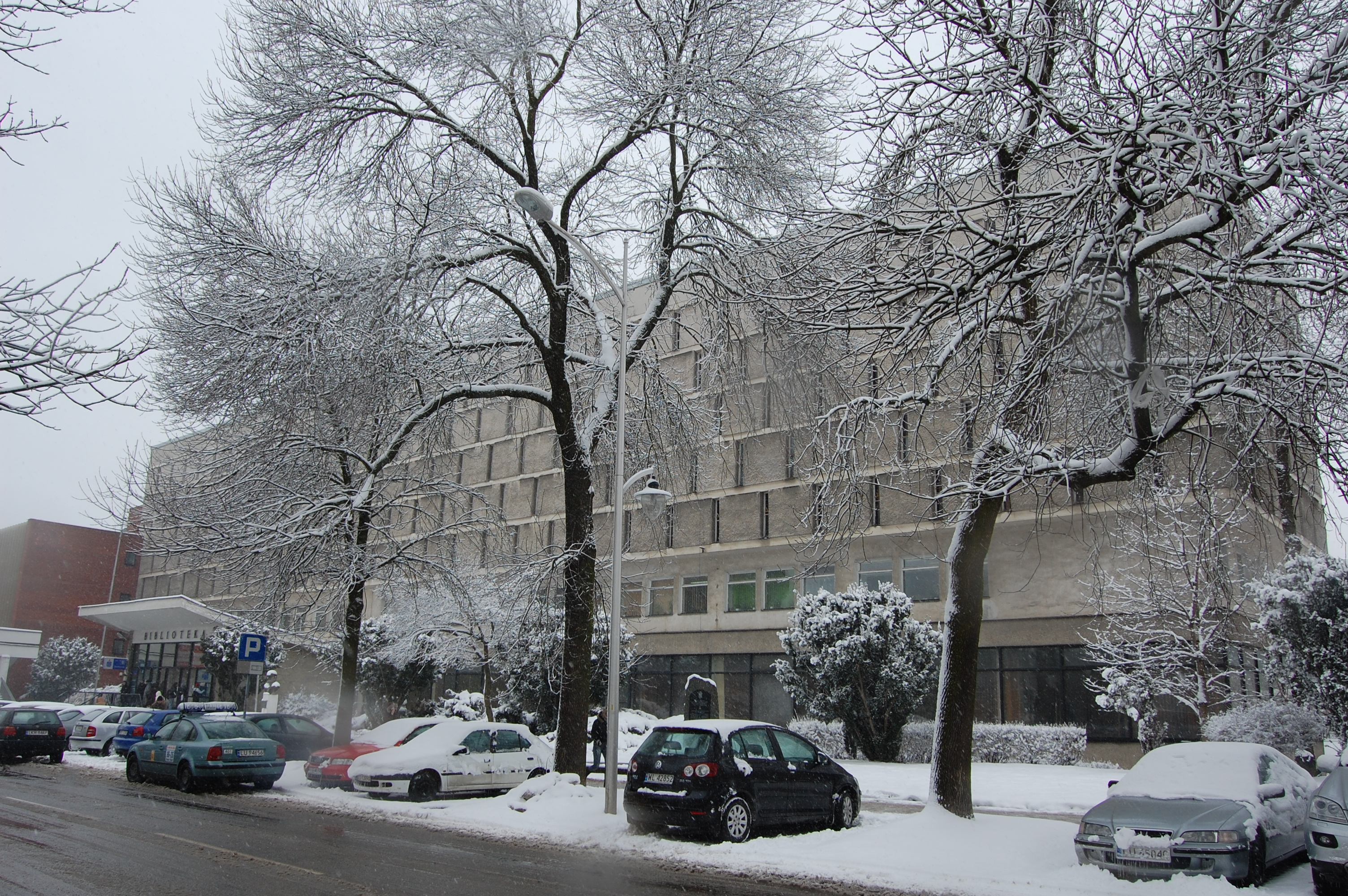
Biblioteca Universității